# 天主教澳門教區

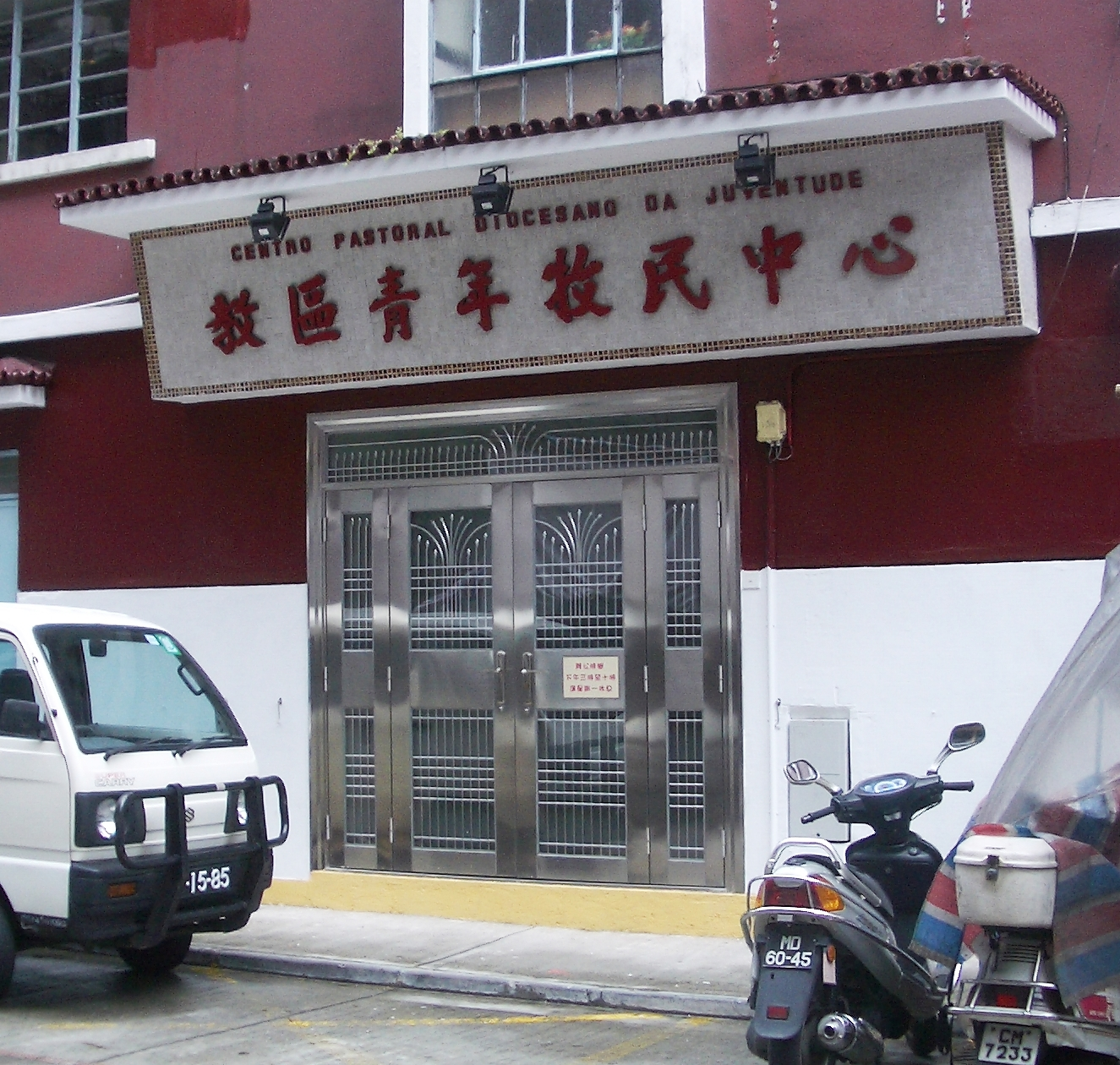
教區青年牧民中心

天主教澳門教區是天主教會在澳門設立的教區，也是東亞歷史最悠久的教區（除去已廢除的汗八里教區），成立於1576年1月23日，現今管轄範圍為澳門特別行政區全境。奉錫耶納聖加大肋納及聖方濟各沙勿略為主保聖人，格言為「科學與道德」（拉丁語：Scientia et Virtus）。

## 概況
澳門教區現任主教李斌生，為澳門第三位華人主教。主教座堂為聖母誕辰主教座堂，下分九個堂區和一傳教區。神父21人2016年教友人數30,314人。，教區早期有四大修會，包括耶穌會、方濟各會、奧斯定會、多明我會 (道明會) 及一個女修會。現有男修會8個、女修會17個，其他團體3個。有會士81人（有鐸品者52人），修女206人。
澳門教區在澳門的社會福利服務範圍十分廣範，包括老人院、孤兒院、青年中心、傷殘中心、醫療所、寄宿、社區服務機構等三十二個組織單位，影響全澳一半以上的人口。澳門天主教學校更是澳門教育的一個重要的組成部分，如聖若瑟教區中學網絡，並設立澳門天主教學校聯會以促進天主教學校的教學。

## 教區歷史
1555年，耶穌會會士巴來多（Melchior Numes Barreto）神父到達澳門，開展了天主教在澳門的歷史。1562年，瘋堂、花王堂和風順堂的小教堂建成，成為天主教在澳門最早教堂，隸屬於馬六甲教區。1576年1月23日，教宗額我略十三世下令成立澳門教區，為東亞第一個成立的教區。
澳門教區成立之時，因東亞尚屬新宣教的區域，已成立的教區不多，故管轄範圍曾廣至包括中國、日本、越南以及南洋諸島（菲律賓除外）。其後天主教會由澳門向外派遣傳教人員，各地逐漸升格為宗座代牧區或教區，1981年後迄今之涵蓋範圍僅澳門全境。
澳門教區原屬東印度宗主教（即果阿總主教）管轄之下，當時果阿與澳門同為葡萄牙殖民地。1961年印度侵併果阿後，澳門教區轉由聖座直接牧養。1999年澳門回歸中國後，天主教澳門教區仍由聖座牧養，而非天主教中國主教團成員。

## 歷任主教
1576年1月23日澳門教區成立，賈耐勞任澳門教區首任署理的主教；而第23任正權主教黎鴻昇已在2016年1月16日榮休，並由香港教區輔理主教李斌生於同年1月23日接任，成為第24任正權主教。

## 轄區

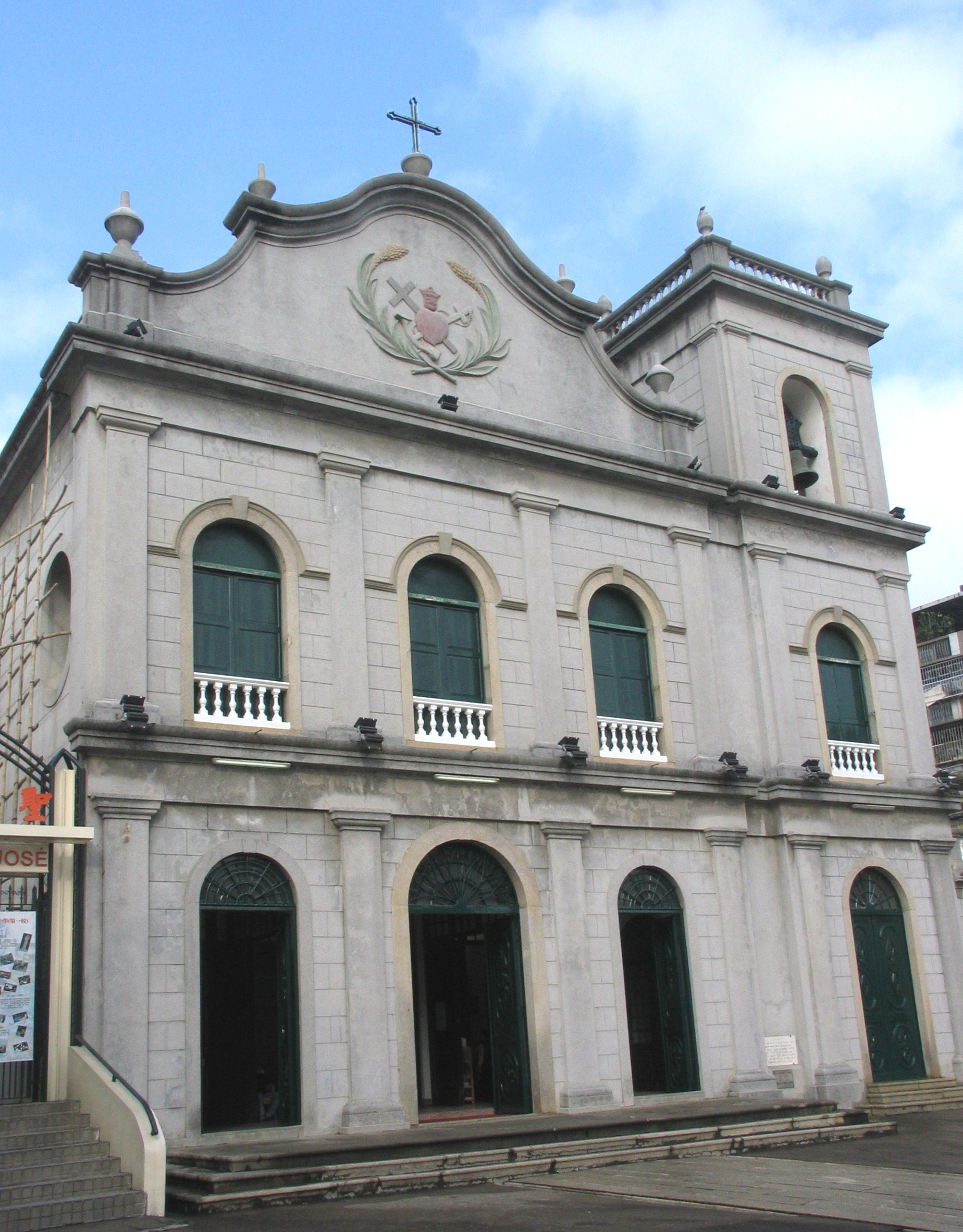
望德堂

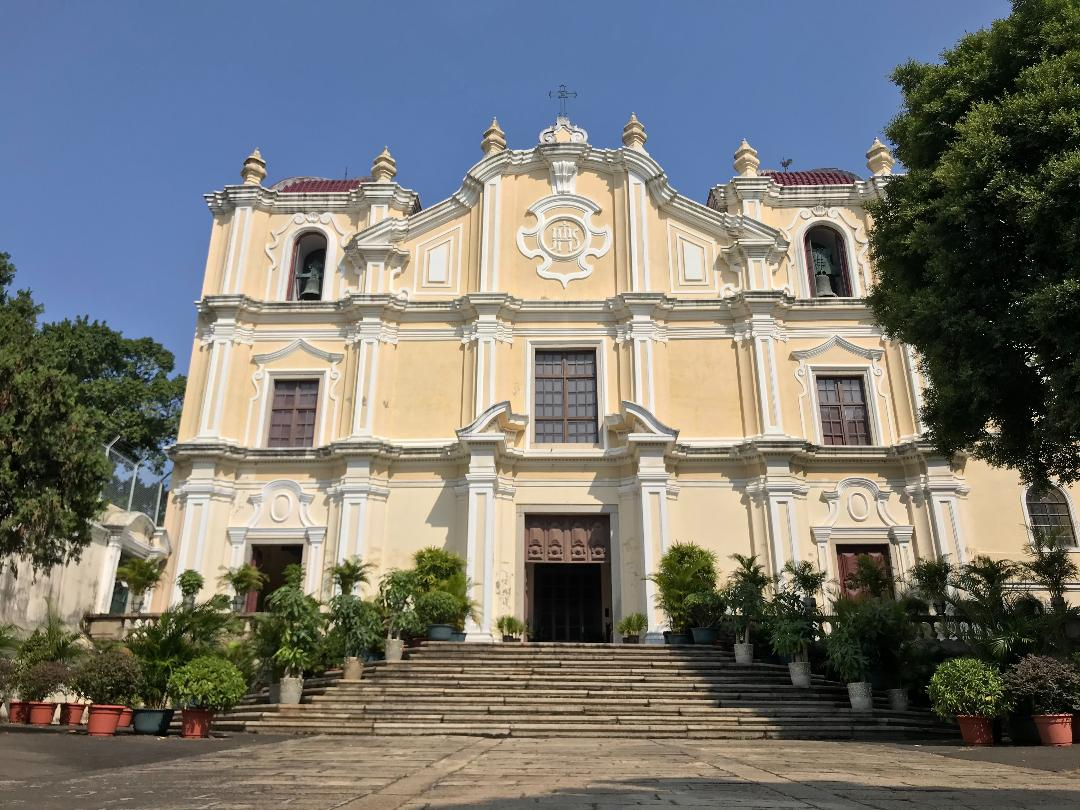
聖若瑟修院聖堂

1946年，聖座在中國建立聖統制，至1949年底，澳門教區範圍除葡屬澳門以外，還包括廣東省中山、封川、開建、德慶、廣寧、高要、高明、鶴山、開平、恩平、新興、陽春等12縣。1957年後，澳門教區實際上不再包括上述12縣。
澳門教區現時分別在澳門半島、氹仔和路環，下設九個堂區：

### 教區主要聖堂
| 名稱（中葡）     | 創立年分     | 性質     | 主任司鐸（中外名稱） | 聖像出遊                                                          |
| ---------------- | ------------ | -------- | -------------------- | ----------------------------------------------------------------- |
| 聖母誕辰主教座堂 | 1576年前     | 堂區     | 李斌生主教           | 苦難善耶穌第2天（2-3月） 耶穌聖屍（耶穌受難日） 聖體聖血節（6月） |
| 望德聖母堂       | 1568或1569年 | 堂區     | 劉炎新神父           | 聖羅格（7月）                                                     |
| 聖安多尼堂       | 1565年前     | 堂區     | 柳在炯神父 （韓）    | 聖安多尼（6月）                                                   |
| 聖老楞佐堂       | 1558至1560年 | 堂區     | 劉偉傑神父           | 病人之痊聖母（10月）                                              |
| 花地瑪聖母堂     | 1929年       | 堂區     | 張俊鍵神父           | 花地瑪聖母（10月13日）                                            |
| 氹仔嘉模聖母堂   | 1885年       | 堂區     | 袁偉明神父           | 嘉模聖母（12月8日）                                               |
| 路環聖方濟各堂   | 1903年       | 堂區     | 田播善神父 （葡）    | -                                                                 |
| 望廈聖方濟各堂   | 1907年       | 堂區     | 鍾志堅副主教         |                                                                   |
| 聖若瑟勞工主保堂 | 1998年       | 堂區     | 萬嘉諾神父 （葡）    | -                                                                 |
| 玫瑰聖母堂       | 1587年       | 教區管理 | -                    | 花地瑪聖母（5月13日）                                             |
| 聖奧斯定堂       | 1588年       | 教區管理 | -                    | 苦難善耶穌第1天（2-3月）                                          |
| 西望洋聖堂       | 1622年       | 教區管理 | -                    | -                                                                 |
| 聖若瑟修院聖堂   | 1746至1758年 | 教區管理 | -                    | -                                                                 |

## 在澳修會
以下是在澳門服務之修會：
澳門教現時分別有以下的男修會及女修會，為澳門各個教堂、學校等機構服務。而以下是各個修會的名字：

### 男修會
- 耶穌會
- 鮑思高慈幼會
- 聖保祿男修會
- 耶穌聖心金邦尼傳教會
- 聖母玫瑰道明會
- 至聖聖三聖母會
- 天主教真福團
- 聖母聖心愛子會
- 聖言會
- 韓國殉教福者聖職修道會
- 道生會
- 主業團

### 女修會
- 嘉諾撒仁愛女修會
- 瑪利亞方濟各傳教修會
- 母佑會
- 寶血女修會
- 天神之傳教女修會
- 玫瑰道明傳教女修會
- 善牧會
- 聖保祿孝女會
- 永援聖母傳教修女會
- 耶穌小姊妹友愛會
- 仁愛傳教女修會
- 瑪利諾女修會
- 聖安尼仁愛修女會
- 瑪利亞小姊妹會
- 耶穌瑪利亞聖心修女會
- 天主教真福團
- 韓國殉教福者修女會
- 嚴規熙篤會
- 鮑思高在俗志願會
- 瑪達拉上主及聖母之僕修女會

## 出版刊物

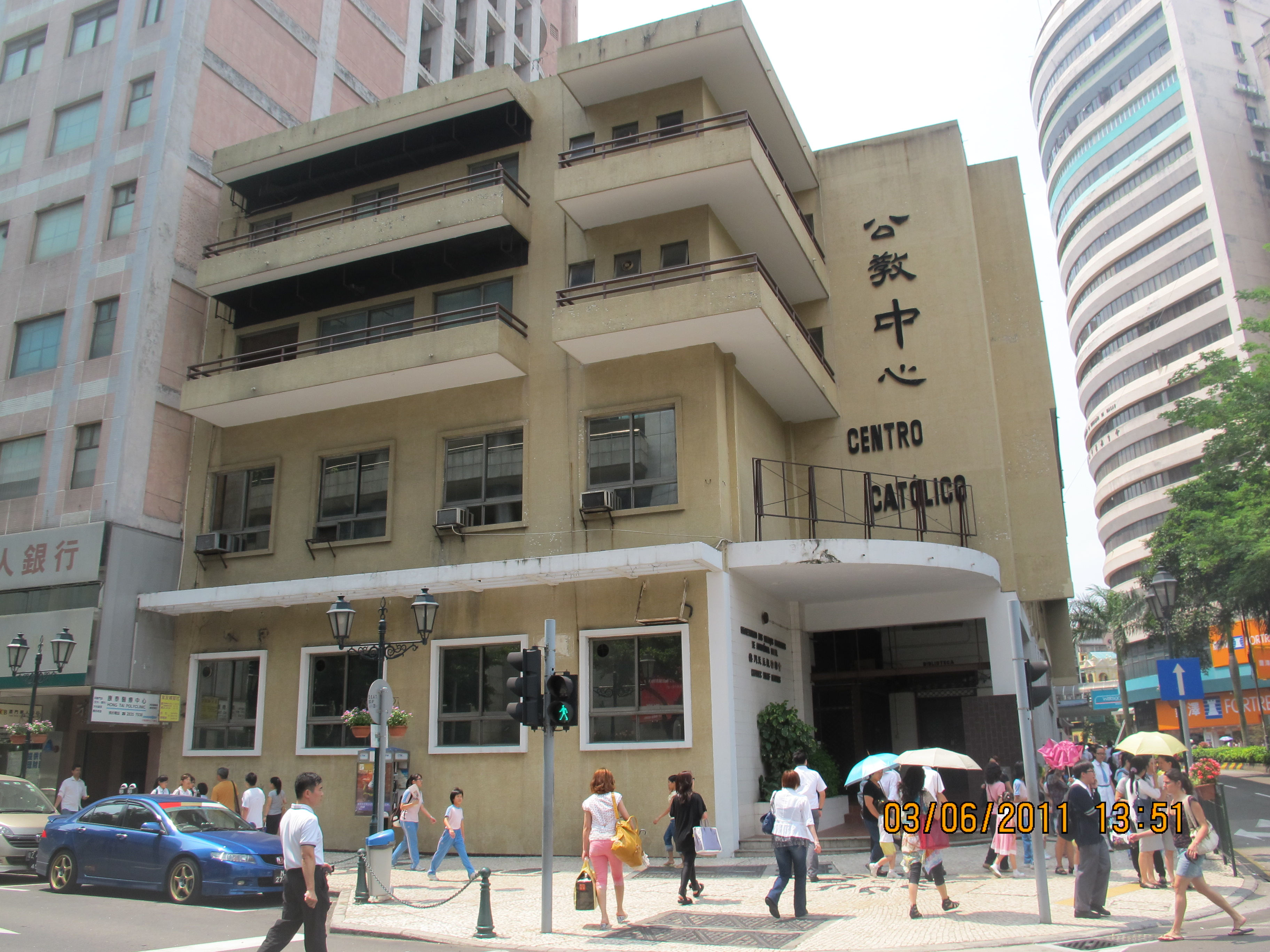
公教中心（已拆除）

- 《晨曦》（1978年－2016年）：是澳門教區出版的一份中文週報。除公眾假期外，週報會在每周日出版。教友和公眾可以在各個教堂免費拿閱，而在教區網站內，也有網上版本。而週報內容包括本地及普世教會動態、活動資訊和主教公署通知等。2016年8月12日發行最後一期後停刊。
- 《號角報》：是澳門教區出版的一份葡文週報，創自1948年。2014年起增設中文及英文成為三文週刊，逢週五出版。

## 外部連結
- 天主教澳門教區（页面存档备份，存于）
- Catholic Hierarchy的介紹 （页面存档备份，存于）